# ویکتور مرالز (بازیکن فوتبال شیلی)
ویکتور مرالز (اسپانیایی: Víctor Morales‎; ۱۰ مهٔ ۱۹۰۵ – ۲۲ مهٔ ۱۹۳۸) یک بازیکن فوتبال اهل شیلی بود.

## تیم ملی
وی همچنین در تیم ملی فوتبال شیلی بازی کرده‌است.